# F(x)
Le f(x) (에프엑스?, EppuecsuLR) sono un gruppo musicale sudcoreano, formatosi a Seul nel 2009.
Le f(x) sono famose per il loro stile eterogeneo e sperimentale; dal loro debutto, hanno pubblicato 4 album in studio, due EP e un repackage. Il gruppo era originalmente composto da 5 (in ordine di età Krystal, Sulli, Luna, Amber e Victoria) ma, dopo l'abbandono di Sulli nel 2015, le f(x) sono ora 4.

## Nome
Il nome del gruppo è un acronimo inverso nel quale la "f" sta per "flower" (fiore in lingua inglese), mentre la "x" sta per il cromosoma X.

## Storia

### 2009-2010: debutto con "La ChA TA" eNu ABO
Le f(x) erano state introdotte per la prima volta con un teaser pubblicato il 24 agosto 2009.
Il gruppo debutta sul mercato il 1º settembre 2009, con la pubblicazione del singolo digitale "La ChA TA". Le f(x) si esibiscono per la prima volta il 5 settembre 2009 nel programma Music Core di MBC. Poco dopo il debutto, il gruppo pubblica un singolo chiamato "Chocolate Love", come sponsor per LG. Il 9 novembre il gruppo rilascia il primo singolo fisico "Chu~♡".
Il 4 maggio 2010 le f(x) pubblicano il loro primo EP Nu ABO nel 2010, ottenendo la seconda posizione della classifica Circle Chart. Il singolo omonimo estratto è stato registrato in prima posizione nelle classifiche sudcoreane. In giugno 2010 Amber prende una pausa dal gruppo a causa di un infortunio alla caviglia. Durante l'anno le f(x) filmarono due reality show, "Hello f(x)" e "f(x) Koala".

### 2011-2012: primo album in studio e successo internazionale
All'inizio dell'anno Amber torna nel gruppo. Il 20 aprile 2011 le f(x) pubblicano il loro album d'esordio Pinocchio, il quale raggiunge la prima posizione in Corea del Sud e la sedicesima in Giappone. Il singolo estratto dall'album, Pinocchio (Danger), raggiunse la vetta della classifica dei singoli più venduti in Corea del Sud. A giugno, Pinocchio venne ri-pubblicato sotto il nome di Hot Summer. L'omonimo singolo fu un remake della canzone Hot Summer dei Monrose. L'album contiene anche i precedenti singoli Chu~♡ e La ChA TA.
Hot Summer fu un enorme successo, tanto che furono vendute 375,000 copie nella prima settimana dalla pubblicazione. Alla fine dell'anno, la canzone vendette 2,909,384 copie, diventando così una delle canzoni più popolari del 2011. Nello stesso anno, il gruppo vinse ai Korean Music Awards nella categoria "gruppo dell'anno" ed ai Golden Disk Awards nella categoria Disk Bonsang.
Il 10 giugno 2012 il gruppo pubblica il secondo EP Electric Shock, che arriva in prima classifica su Circle Chart, e sulle classifiche digitali di iTunes sia negli Stati Uniti che in Canada. L'eponimo singolo guadagna molta popolarità, conseguendo un all-kill in patria.

### 2013-2014:Pink Tape,Red Lighte pausa di Sulli
Il 29 luglio 2013 viene pubblicato il secondo album in studio Pink Tape, che ha come singolo "Rum Pum Pum Pum". L'album si rivela un successo, ottenendo il primo posto nelle classifiche Circle Chart, Billboard's Kpop Hot 100 e World's Album Chart. L'album viene inoltre incluso da Fuse nella classifica de "I 41 Migliori Album del 2013" e una traccia dell'album, "Airplane", viene classificata terza nella classifica Billboard de "Le 20 migliori canzoni kpop del 2013".
Il terzo album in studio, Red Light, con il suo eponimo singolo, viene pubblicato ufficialmente il 7 luglio 2014, a distanza di quasi un anno dall'ultimo rilascio. Il video musicale guadagna 2 milioni di visualizzazioni su YouTube il giorno della pubblicazione. L'album riceve un discreto successo in Corea ed internazionalmente.
Il 17 luglio 2014, il gruppo si esibisce nel programma M!Countdown senza Sulli. SM Entertainment annuncia che Sulli aveva problemi di salute e non era in grado di esibirsi. Tuttavia Sulli non appare nemmeno alle esibizioni successive, finché il gruppo non ha interrotto bruscamente le attività promozionali. Questo avvenimento porto a molte speculazioni, tra cui che il gruppo si sarebbe sciolto o che Sulli lo avrebbe abbandonato.
Il 24 luglio 2014, S.M. Entertainment pubblica una dichiarazione sul sito ufficiale delle f(x), la quale informa che Sulli si sentiva "psicologicamente e fisicamente esausta dai continui commenti maliziosi e dalle false dicerie che parlavano di lei", e che si sarebbe presa una pausa dal mondo dell'intrattenimento, senza comunque abbandonare il quintetto. Le f(x) avrebbero tuttavia continuato le loro attività senza di lei.
Il gruppo vinse un Bonsang ai Golden Disk Awards e vinse il premio 'Group Artist' ai Korean Entertainment Arts Award.

### 2015: uscita di Sulli e4 Walls
Il 22 luglio 2015 il gruppo pubblica una raccolta di singoli in giapponese, Summer Special Pinocchio / Hot Summer, che debutta al numero 23 nella classifica giapponese Oricon.
Il 6 agosto dello stesso anno, dopo quasi un anno di assenza, Sulli abbandona ufficialmente il gruppo per motivi personali.
Il 27 ottobre 2015 il gruppo pubblica il quarto album in studio, 4 Walls, che ha come singolo l'omonima canzone. L'album raggiunge le 66,000 copie vendute nella prima settimana dal rilascio e ottiene un discreto successo.
A dicembre le f(x) pubblicano il singolo "Wish List", che fa parte dell'album natalizio di S.M. Entertainment, Winter Garden. Il gruppo vince il premio Global Fans Choice ai Mnet Asian Music Awards, alla fine del 2015.
Il 13 febbraio 2015 Amber debutta come solista pubblicando l'EP Beautiful. Il singolo estratto dell'album, "Shake That Brass", ha come feature Taeyeon delle Girls' Generation. Amber ha partecipato alla composizione e alla scrittura della maggior parte delle canzoni dell'EP.

### 2016-presente: debutti solistici e pausa
Nel gennaio 2016, il gruppo vince un Bonsang ai Golden Disk Awards.
Il 22 luglio pubblicano il singolo "All Mine" attraverso il progetto SM Station. Il video musicale fu completamente diretto da Amber.
Il 2 novembre rilasciano una raccolta di singoli in giapponese, che include 4 Walls e Cowboy.
Il 31 maggio 2016 Luna debutta come solista attraverso l'EP Free Somebody. Il singolo dell'EP è chiamato anch'esso "Free Somebody", ed è una traccia future house composta dal gruppo di produzione svedese "The Family" ed il cantautore americano JoJo. Le canzoni "Pretty Girl (I Wish)" e "My Medicine" sono state interamente scritte e composte da Luna. L'album è un misto di synthpop, R&B, electropop e future house. L'EP ha venduto più di 10,000 copie.
Successivamente i membri del gruppo hanno deciso di concentrarsi pienamente sulle proprie carriere individuali.
Nell'agosto 2019 il gruppo si è riunito e si è esibito al concerto SM Town Live 2019 a Tokyo come terzetto, in assenza di Victoria.
Il 1º settembre 2019 Amber ha annunciato di aver rescisso il contratto con SM Entertainment, così come Luna il 5 settembre.
Nell'ottobre 2020 anche Krystal ha deciso di non rinnovare il contratto con SM Entertainment.

## Tournée
Il primo concerto del gruppo si tenne a fine 2016 ed inizio 2017, chiamato "Dimension 4 - Docking Station".
Fu composto di tre giornate a Seul, dal 29 al 31 gennaio e sei tappe in Giappone, a Tokyo, Fukuoka, Osaka, Aichi, rispettivamente il 20, 21, 23, 25, 26 e 28 febbraio 2017.
Il 2 e il 3 novembre ci fu un encore a Yokohama.

## Formazione

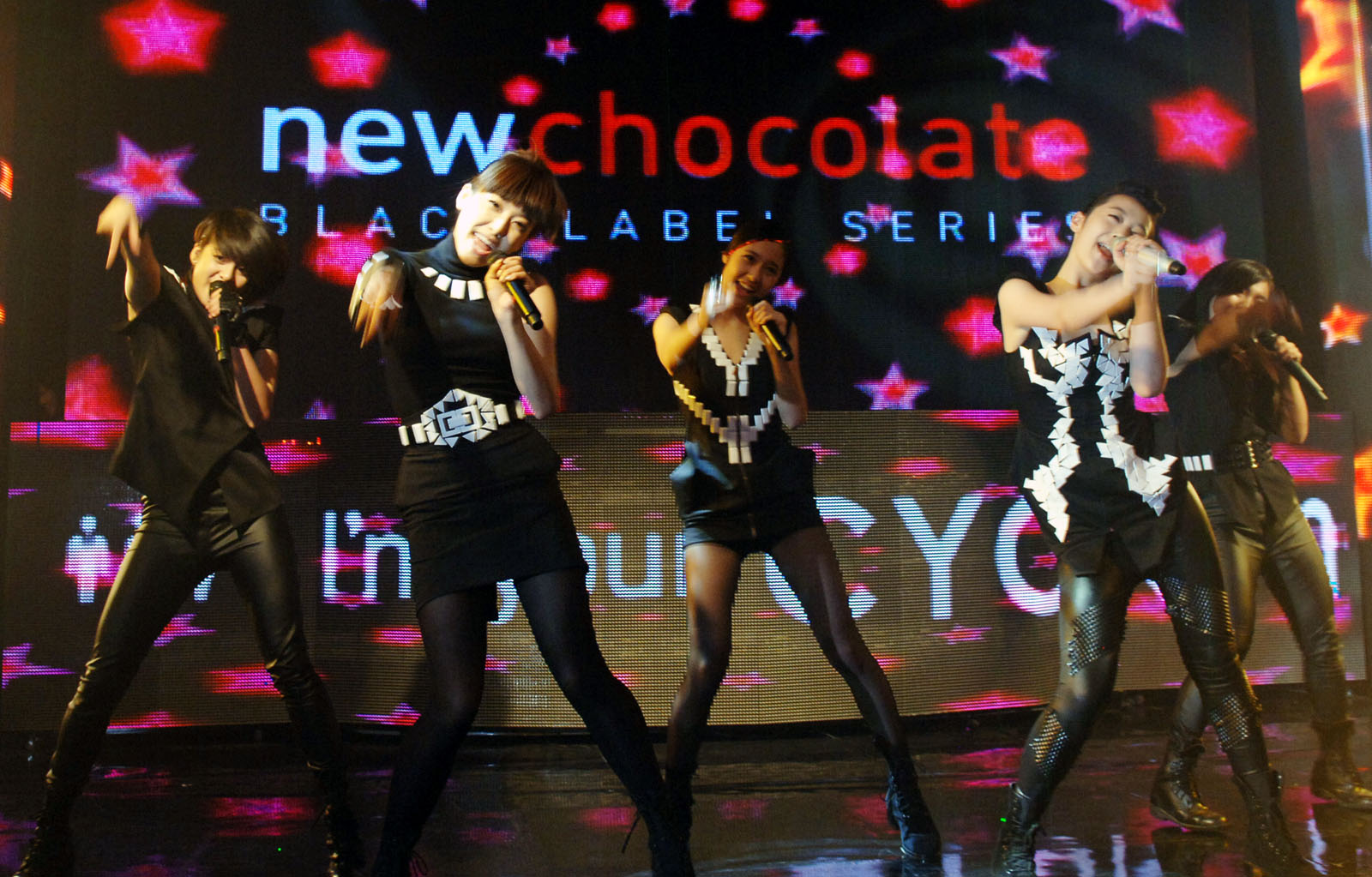
Le f(x) nel 2009.

- Victoria (宋茜S) – leader, voce (2009-2016; 2019)
- Amber – voce, rap (2009-2016; 2019)
- Luna (루나?) – voce (2009-2016; 2019)
- Krystal (정수정?) – voce (2009-2016; 2019)
- Sulli (최진리?) – voce, rap (2009-2015)

## Discografia

### Album in studio
- 2011 – Pinocchio
- 2013 – Pink Tape
- 2014 – Red Light
- 2015 – 4 Walls

### EP
- 2010 – Nu ABO
- 2012 – Electric Shock

### Singoli
- 2009 – La Cha Ta
- 2009 – Chocolate Love (con le Girls' Generation)
- 2009 – Chu~♡
- 2010 – Nu ABO
- 2010 – Mr. Boogie
- 2011 – Danger (Pinocchio)
- 2011 – Hot Summer
- 2012 – Electric Shock
- 2013 – Rum Pum Pum Pum
- 2014 – Red Light
- 2015 – 4 Walls
- 2016 – All Mine